# Avignonet
Pour les articles homonymes, voir Avignonet-Lauragais.
Avignonet est une commune française située dans le département de l'Isère en région Auvergne-Rhône-Alpes.
Autrefois située dans la province royale du Dauphiné, la commune est adhérente à la communauté de communes du Trièves et son territoire est bordé par le lac de Monteynard-Avignonet formé par le barrage du même nom. 

## Géographie

### Situation et description
Avignonet est un petit village à vocation rurale de la région naturelle du Trièves. Situé à environ 30 km au sud de Grenoble, il est plus précisément positionné entre Sinard et Saint-Martin-de-la-Cluze, sur la route reliant autrefois Sinard à la RN 75. La commune fait partie de l'aire urbaine de Grenoble.
La proximité de l'autoroute A51 et la présence d'un échangeur en facilitent l'accès.

### Communes limitrophes
|        | Saint-Martin-de-la-Cluze | Monteynard            |
| Sinard | Avignonet                | La Motte-Saint-Martin |
|        | Sinard                   | Marcieu               |

### Climat
Pour des articles plus généraux, voir Climat d'Auvergne-Rhône-Alpes et Climat de l'Isère.
En 2010, le climat de la commune est de type climat de montagne, selon une étude du Centre national de la recherche scientifique s'appuyant sur une série de données couvrant la période 1971-2000. En 2020, Météo-France publie une typologie des climats de la France métropolitaine dans laquelle la commune est exposée à un climat de montagne ou de marges de montagne et est dans une zone de transition entre les régions climatiques « Alpes du nord » et « Alpes du sud ».
Pour la période 1971-2000, la température annuelle moyenne est de 9,5 °C, avec une amplitude thermique annuelle de 17,6 °C. Le cumul annuel moyen de précipitations est de 1 085 mm, avec 9,9 jours de précipitations en janvier et 6,3 jours en juillet. Pour la période 1991-2020, la température moyenne annuelle observée sur la station météorologique de Météo-France la plus proche, « Monestier », sur la commune de Monestier-de-Clermont à 5 km à vol d'oiseau, est de 9,9 °C et le cumul annuel moyen de précipitations est de 1 062,6 mm,. Pour l'avenir, les paramètres climatiques de la commune estimés pour 2050 selon différents scénarios d'émission de gaz à effet de serre sont consultables sur un site dédié publié par Météo-France en novembre 2022.

### Hydrographie

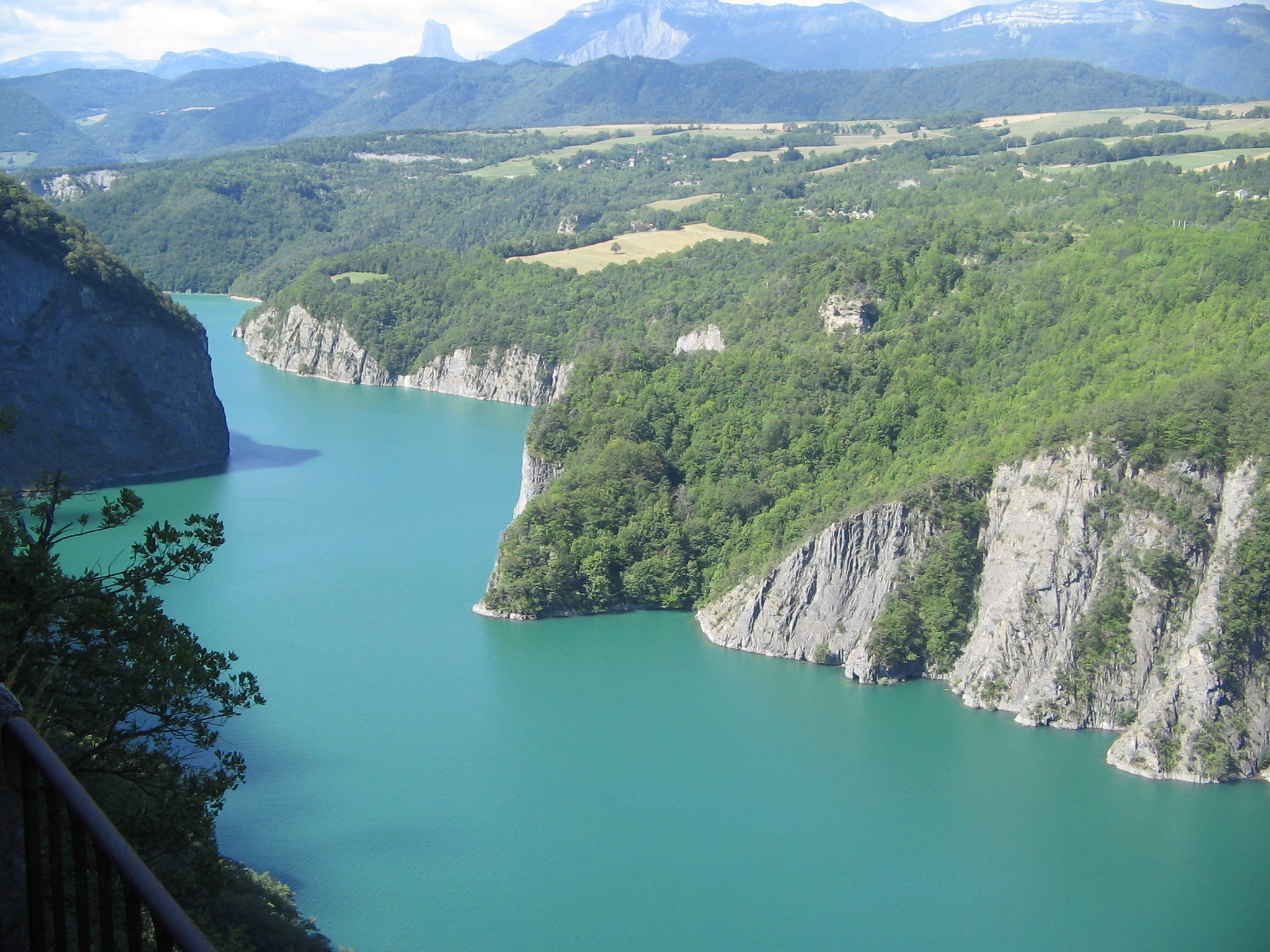
Lac de Monteynard-Avignonet.

Le territoire communal est bordé à l'est par le lac de Monteynard-Avignonet, lac de barrage formé par l'eau du Drac, affluent gauche de l'Isère. Avignonet est, à ce titre, une des communes adhérente du SIVOM du Lac de Monteynard - Avignonet, chargé du développement touristique de la zone, et qui regroupe un total de dix communes.
Le ruisseau de Mitraire, le ruisseau de la Pioche et le Ruisseau de Pierre-Feu, tous trois affluents du Drac, traversent la commune d'Avignonet.

### Voies de communication
La commune est desservie par l'autoroute A51 (sortie 13 à 1 km) et la RD 1075 qui relie Grenoble à Sisteron. Ces deux voies traversent l'extrémité occidentale de son territoire. La route départementale 110c (RD110c) relie le bourg central au bourg de Sinard et à la RD1075.

## Urbanisme

### Typologie
Au 1er janvier 2024, Avignonet est catégorisée commune rurale à habitat dispersé, selon la nouvelle grille communale de densité à sept niveaux définie par l'Insee en 2022.
Elle est située hors unité urbaine. Par ailleurs la commune fait partie de l'aire d'attraction de Grenoble, dont elle est une commune de la couronne,. Cette aire, qui regroupe 204 communes, est catégorisée dans les aires de 700 000 habitants ou plus (hors Paris),.

### Occupation des sols
L'occupation des sols de la commune, telle qu'elle ressort de la base de données européenne d’occupation biophysique des sols Corine Land Cover (CLC), est marquée par l'importance des territoires agricoles (48,7 % en 2018), une proportion sensiblement équivalente à celle de 1990 (48,9 %). La répartition détaillée en 2018 est la suivante : 
forêts (44,6 %), prairies (24,1 %), zones agricoles hétérogènes (21,3 %), eaux continentales (6,2 %), terres arables (3,2 %), espaces ouverts, sans ou avec peu de végétation (0,5 %). L'évolution de l’occupation des sols de la commune et de ses infrastructures peut être observée sur les différentes représentations cartographiques du territoire : la carte de Cassini (XVIIIe siècle), la carte d'état-major (1820-1866) et les cartes ou photos aériennes de l'IGN pour la période actuelle (1950 à aujourd'hui).

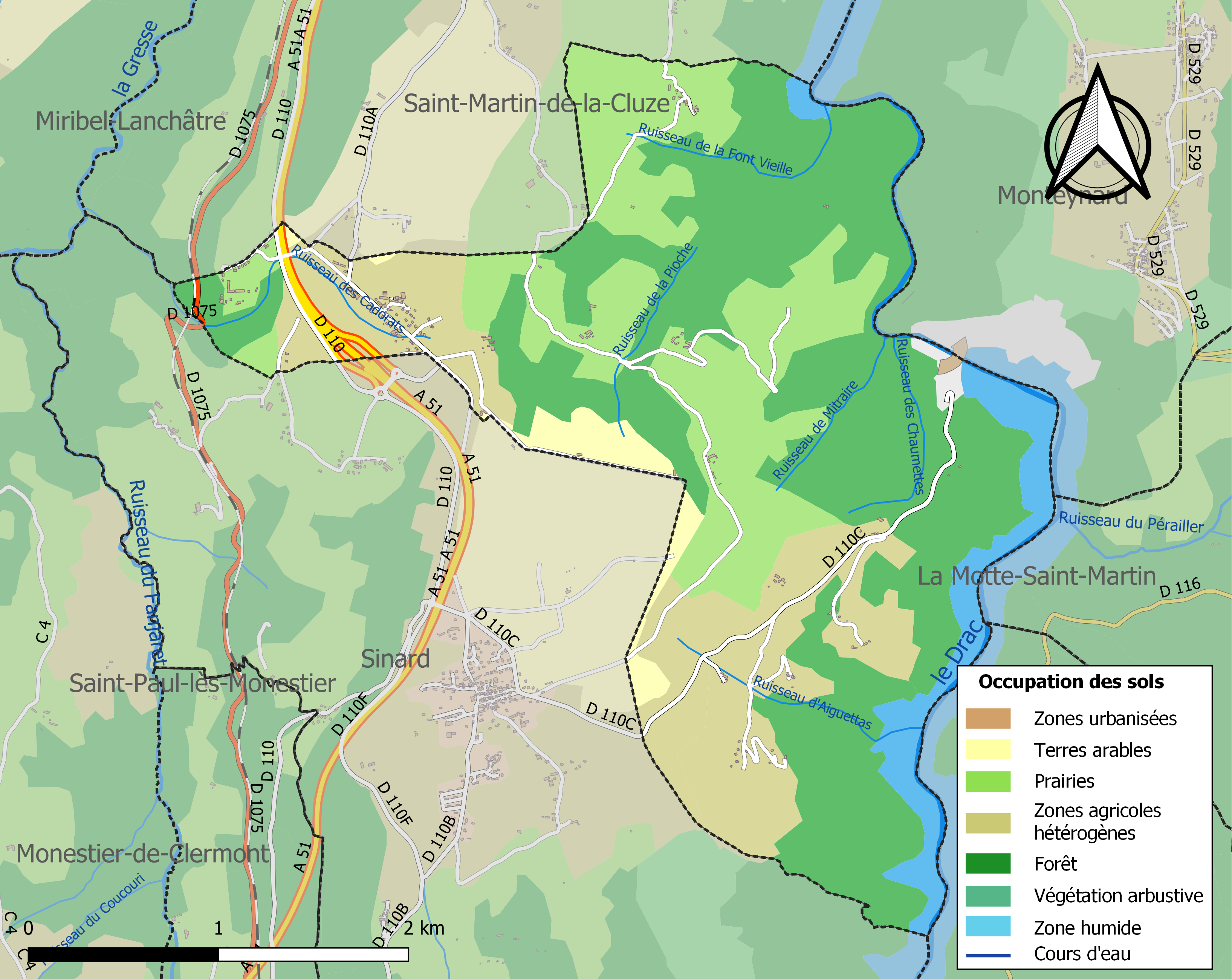
Carte des infrastructures et de l'occupation des sols de la commune en 2018 (CLC).

### Risques naturels et technologiques

#### Risques sismiques
L'ensemble du territoire de la commune d'Avignonet est situé en zone de sismicité n°3 dite « modérée, » (sur une échelle de 1 à 5) comme la plupart des communes de son secteur géographique. Celui-ci se situe cependant au sud de la limite d'une zone sismique classifiée de « moyenne ».
| Type de zone | Niveau            | Définitions (bâtiment à risque normal) |
| ------------ | ----------------- | -------------------------------------- |
| Zone 3       | Sismicité modérée | accélération = 1,1 m/s2                |

Selon une édition du journal le Matin de l'époque, le 5 mai 1931, un séisme de moyenne ampleur a été ressenti par la population de Monestier-de-Clermont et de sa région
« Ce matin, vers 4 heures 45, la population de Monestier-de-Clermont a perçu une secousse assez forte qui s'est prolongée pendant une minute. On ne signale pas d'accident de personne. »

#### Autres risques
La commune est soumise dans sa partie méridionale, au-dessus du lac de Monteynard-Avignonet, à un important glissement de terrain.

## Histoire

### Préhistoire
À l'occasion de la construction de l'autoroute A51 qui contourne le territoire de la commune, des fouilles archéologiques ont été préalablement effectuées, et elles ont permis d'apprendre que la région immédiate d'Avignonet a été fréquentée durant la Préhistoire.
Sur le site dit des Éménées situé entre Avignonet et Monestier, des fouilles ont permis d'identifier un premier site habité, datant du bronze final qui correspond à une période située entre la Préhistoire et l'Antiquité. À un niveau inférieur, datant du Néolithique, du matériel de poterie et des restes de céramiques ont été mis au jour.
Un peu plus loin, sur le territoire de la commune voisine de Sinard, plusieurs sites archéologique datant du IVe millénaire av. J.-C. ont permis de mettre au jour des traces de mobiliers lithiques (silex) et des céramiques. Des traces de trous de poteaux indiquent également la probable existence d'une habitation en élévation. Des traces d'occupation humaine datant du Mésolithique ont également été trouvés sur d'autres sites aux environs immédiats.

## Politique et administration

### Liste des maires
| Période                                  | Période  | Identité              | Étiquette | Qualité                                        |
| ---------------------------------------- | -------- | --------------------- | --------- | ---------------------------------------------- |
| avant 1988                               | 2007     | Mme Camille Chatelard | ...       | Décédée avant la fin de son mandat             |
| 2007                                     | En cours | Jérôme Fauconnier     | SE        | Médecin Président de la Communauté de Communes |
| Les données manquantes sont à compléter. |          |                       |           |                                                |

## Population et société

### Démographie
Les habitants sont appelés les Avignonetins.
L'évolution du nombre d'habitants est connue à travers les recensements de la population effectués dans la commune depuis 1793. Pour les communes de moins de 10 000 habitants, une enquête de recensement portant sur toute la population est réalisée tous les cinq ans, les populations de référence des années intermédiaires étant quant à elles estimées par interpolation ou extrapolation. Pour la commune, le premier recensement exhaustif entrant dans le cadre du nouveau dispositif a été réalisé en 2004.

En 2022, la commune comptait 197 habitants, en évolution de +0,51 % par rapport à 2016 (Isère : +3,07 %, France hors Mayotte : +2,11 %).
| 1793 | 1800 | 1806 | 1821 | 1831 | 1836 | 1841 | 1846 | 1851 |
| ---- | ---- | ---- | ---- | ---- | ---- | ---- | ---- | ---- |
| 281  | 279  | 291  | 280  | 262  | 285  | 306  | 259  | 262  |

| 1856 | 1861 | 1866 | 1872 | 1876 | 1881 | 1886 | 1891 | 1896 |
| ---- | ---- | ---- | ---- | ---- | ---- | ---- | ---- | ---- |
| 247  | 271  | 266  | 280  | 270  | 233  | 230  | 219  | 209  |

| 1901 | 1906 | 1911 | 1921 | 1926 | 1931 | 1936 | 1946 | 1954 |
| ---- | ---- | ---- | ---- | ---- | ---- | ---- | ---- | ---- |
| 376  | 209  | 203  | 136  | 132  | 143  | 129  | 110  | 112  |

| 1962 | 1968 | 1975 | 1982 | 1990 | 1999 | 2004 | 2006 | 2009 |
| ---- | ---- | ---- | ---- | ---- | ---- | ---- | ---- | ---- |
| 951  | 102  | 87   | 132  | 146  | 189  | 218  | 226  | 215  |

| 2014 | 2019 | 2022 | - | - | - | - | - | - |
| ---- | ---- | ---- | - | - | - | - | - | - |
| 194  | 198  | 197  | - | - | - | - | - | - |

### Enseignement
La commune est rattachée à l'académie de Grenoble.

### Médias
Historiquement, le quotidien à grand tirage Le Dauphiné libéré consacre, chaque jour, y compris le dimanche, dans son édition de l'Isère-Sud, un ou plusieurs articles à l'actualité du canton et de la communauté de communes, ainsi que des informations sur les éventuelles manifestations locales, les travaux routiers, et autres événements divers à caractère local.

### Cultes
L'église (propriété de la commune) et la communauté catholique d'Avignonet dépendent de la paroisse Notre-Dame d'Esparron (Relais du Lac), elle-même rattachée au diocèse de Grenoble-Vienne.

## Culture locale et patrimoine

### Lieux et monuments

#### Patrimoine civil

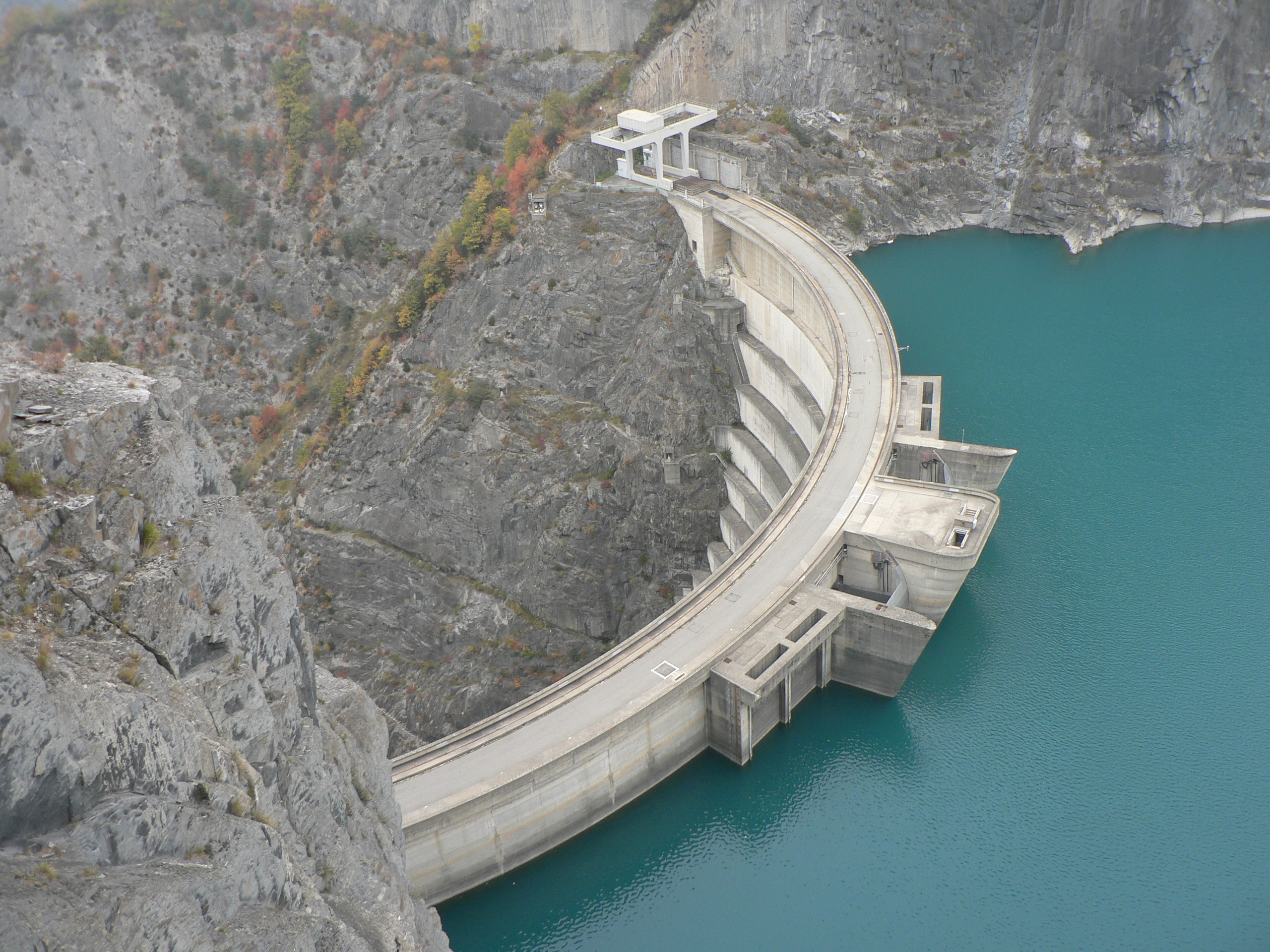
Le barrage de Monteynard-Avignonet.

- Le lac de Monteynard-Avignonet : barrage et usine hydraulique du Monteynard-Avignonet.
- Les ruines du château d'Ars, labellisé Patrimoine en Isère[22].
- Les ruines de l'ancien château delphinal, cité en 1349, au lieu-dit le Château.
- Le château des Marceaux, XVIIe siècle.
- Le château de La Cluse.
- Le château des seigneurs du Gua.

### Héraldique
|  | Avignonet possède des armoiries dont l'origine et le blasonnement exact ne sont pas disponibles. |